# Flecksberg
Flecksberg ist ein Gemeindeteil des Marktes Isen im oberbayerischen Landkreis Erding.

## Lage und Zugehörigkeit

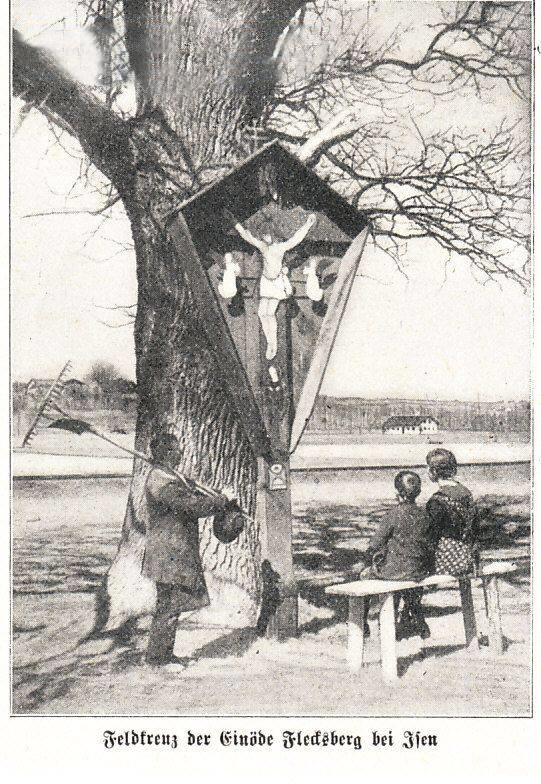
Feldkreuz der Einöde Flecksberg bei Isen, um 1935 (Sattler-Archiv Isen)

Die Einöde Flecksberg liegt in der Gemarkung Westach zwei Kilometer nördlich von Isen.
Um 1866 gehörte Flecksberg zur Gemeinde Westach, zum Landgericht Haag, zum Bezirksamt Wasserburg und zum Postbestellungs-Bezirk Isen.

## Bevölkerungsentwicklung
Um 1871 gab es in Flecksberg zehn Einwohner. Im Mai 1987 lebten dort vier Einwohner in einem Wohngebäude.
| Jahr      | 1871 | 1925 | 1950 | 1970 | 1987 |
| Einwohner | 10   | 9    | 6    | 4    | 4    |

## Bekannte Personen
- Joseph Holmburger, Ökonom in Flecksberg trat 1891 dem landwirthschaftlichen Verein im Bezirk von Oberbayern bei[3]
- Zeno Stangl (* um 1883; † 23. Juli 1915 in Colmar), Bauerssohn stammte aus Flecksberg, Landwehrmann in der 6. Kompanie des 2. Infanterie-Regiments, verstarb im Lazarett Colmar an einer schweren Gehirnerschütterung.[4]